# Clawfinger
Clawfinger est un groupe suédois de metal industriel, originaire de Stockholm. Il est l'un des premiers à adopter ce son caractéristique, à la fois agressif et rythmé mais aux mélodies bien définies. Les paroles de Clawfinger prennent position dans divers thèmes : politique, lutte contre le racisme, etc.

## Biographie
Les origines du groupe remontent à l'été 1989, à la rencontre de Zak Tell et Jocke Skog à l'hôpital Rosenlund de Stockholm. En 1990, ils sont rejoints par les guitaristes norvégiens Bård Torstensen et Erlend Ottem qui travaillaient également à cet hôpital. Les quatre se rendent par la suite compte de leur intérêt commun pour la musique. Bård et Erlend jouaient dans un groupe appelé Theo à Arendal en Norvège. Leur première démo comprend trois chansons (Waste of Time, Nigger et Profit Preacher) et attire l'intérêt du label MVG Records. Au début des années 1990, Clawfinger auto-produit son premier album, Deaf Dumb Blind. Il se vend à 600 000 exemplaires dans le monde.
Avec l'arrivée d'André Skaug et du batteur Morten Skaug, Clawfinger part en tournée et joue à des festivals européens, avec des groupes comme Anthrax et Alice in Chains. Leur album homonyme, Clawfinger, est publié en 1997. La première chanson de l'album, intitulée Two Sides. Le reste de l'album continue dans la lignée agressive et politique. Clawfinger comprend douze chansons, et trois chansons bonus en édition limitée. Ils publient trois singles et deux vidéos (Biggest and the Best et Two Sides).
A Whole Lot of Nothing est leur quatrième album publié le 23 juillet 2001. Il comprend 13 chansons et deux chansons bonus en édition limitée. Clawfinger publie aussi quatre singles. Zeros and Heroes cause une polémique à sa sortie en 2003 en Amérique de par ses critiques sur l'actuel président de l'époque George W. Bush et des réactions de l'armée américaine sur les attaques du 11 septembre 2001, en particulier dans la chanson Step Aside
Hate Yourself With Style, leur nouvel album, est publié en 2005. Il est suivi par Life Will Kill You en 2007. Il comprend trois singles : Prisoners, The Price We Pay, et Little Baby. Clawfinger travaillera sur la réédition de leur premier album, Deaf Dumb Blind. Le groupe planifiait de ré-enregistrer les chansons de l'album, accompagné d'invités. Zak Tell explique en avoir discuté avec Rammstein et Peter Tagtgren des groupes Pain et Hypocrisy. En 2008 et 2009, le groupe participe à de grands festivals en Europe (400 000–500 000 spectateurs chaque année) comme le Przystanek Woodstock en Pologne.
Le 24 août 2013, le groupe annonce sa séparation sur Facebook. Le 5 octobre 2013, Jocke Skog annonce avoir rejoint le groupe de death metal suédois Feared comme bassiste. En mai 2014, la page Facebook du groupe indique leur participation au festival ZAHID le 8 août 2014. Le groupe se réunit pour deux concerts en 2015, un en 2016 au festival CopenHell et au Irreversible Festival 2017 de Monthey, en Suisse.

## Membres

### Derniers membres

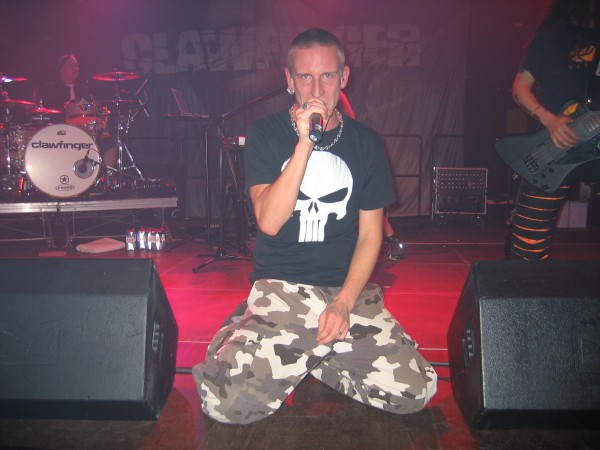
Zak Tell sur scène en 2006.

- Zak Tell - chant, paroles (1989–2013)
- Jocke Skog - claviers, chœurs (1989–2013)
- Bård Torstensen - guitare (1989–2013)
- André Skaug - basse (1989–2013)
- Micke Dahlénn - batterie (2008–2013)

### Anciens membres
- Henka Johansson - batterie (1997–2008)
- Erlend Ottem - guitare (1989–2005)
- Ottar Vigerstøl - batterie (1994-1997)
- Morten Skaug - batterie (1992-1994)

## Discographie

### Albums studio
- 1993 : Deaf Dumb Blind
- 1995 : Use Your Brain
- 1997 : Clawfinger
- 2001 : A Whole Lot of Nothing
- 2003 : Zeros and Heroes
- 2005 : Hate Yourself With Style
- 2007 : Life Will Kill You

### Compilations
- 2001 : The Biggest and the Best of Clawfinger
- 2014 : Deafer Dumber Blinder: 20 Years Anniversary Box 1993-2013